# Equipamiento industrial

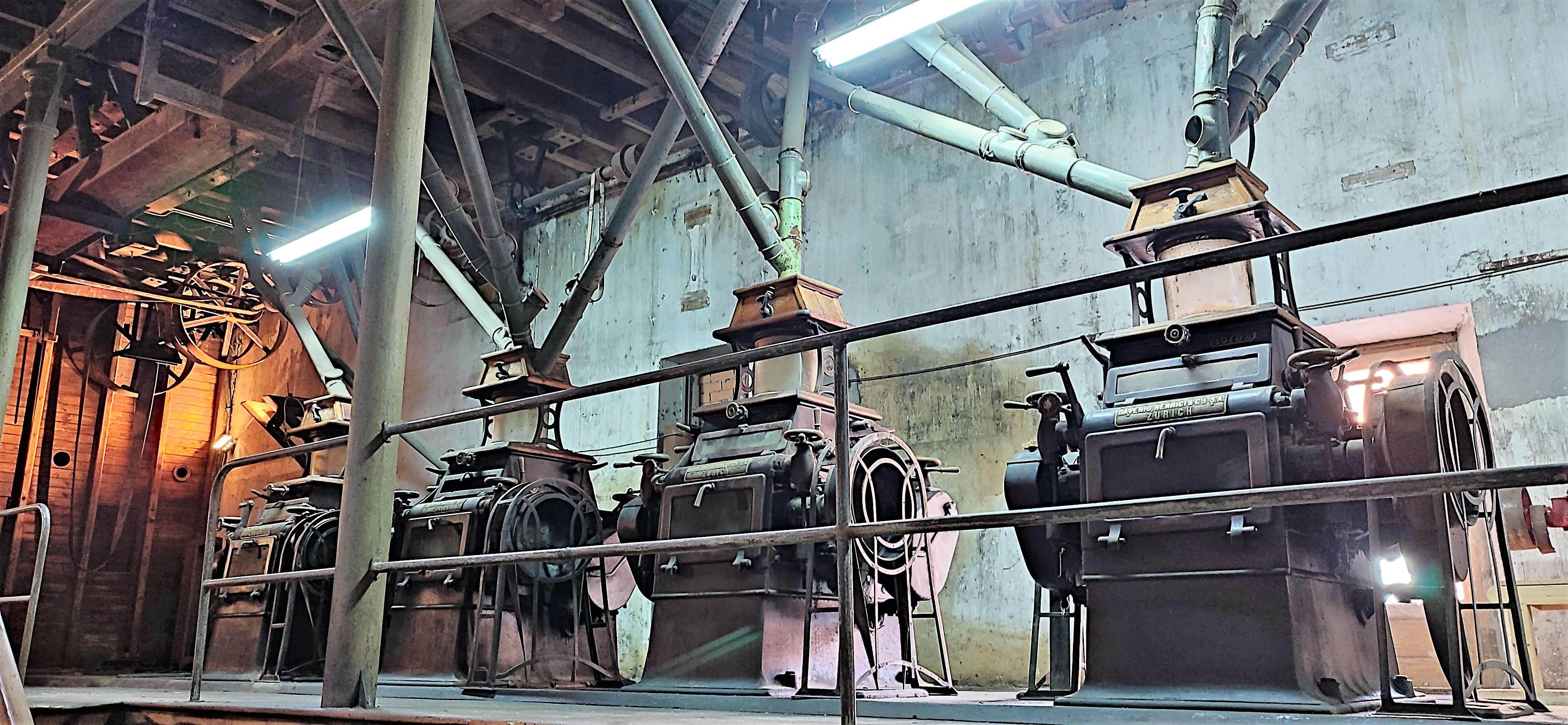
Molinos mecánicos

El equipamiento industrial es la recopilación de materiales, suministros, aparatos o amueblado necesario para la creación de un sistema  hombre-máquina eficaz. Determinadas las necesidades y el análisis de operaciones del proceso, se definen las características del equipo, en función de los factores operarios, de producción, tiempo y seguridad.

## Ventajas del utillaje industrial
El utillaje industrial es el mecanismo compuesto por un conjunto de piezas que nos ayudan a realizar procesos de fabricación de una industria, por ejemplo utillaje para aeronáutica, que comprende la fabricación del utillaje para el mecanizado de piezas del sector aeroespacial. Gracias a las posibilidades del utillaje industrial, podemos sujetar una pieza a una máquina con el fin de garantizar la sujeccion de la pieza durante el proceso de mecanizado con los siguientes beneficios